# Platygomphus feae
Platygomphus feae är en trollsländeart som beskrevs av Selys 1891. Platygomphus feae ingår i släktet Platygomphus och familjen flodtrollsländor. IUCN kategoriserar arten globalt som otillräckligt studerad. Inga underarter finns listade i Catalogue of Life.